# NGC 4335
إن جي سي 4335 (بالألمانية: NGC 4335) التي يرمز لها بالرمز NGC 4335، هي مجرة، في كوكبة الدب الأكبر.

## الاكتشاف
اكتشفت في 1789، بواسطة ويليام هيرشل.